# Penrosesche graphische Notation
Die penrosesche graphische Notation – auch als penrosesche diagrammatische Notation, Tensor-Diagramm-Notation oder auch einfach Penrose-Notation bezeichnet – ist eine von Roger Penrose vorgeschlagene Notation in der Physik und Mathematik, um eine (meist handschriftliche) visuelle Darstellung multilinearer Abbildungen oder Tensoren zu erhalten. Ein Diagramm besteht hierbei aus geschlossenen Formen, welche über Linien verbunden sind.
Die Notation wurde ausgiebig von Predrag Cvitanović erforscht, welcher diese Notation zur Einstufung klassischer Lie-Gruppen verwendet. Die Notation wurde generalisiert, um die Theorie zu Spin-Netzwerken in der Physik sowie die Präsenz von Matrix-Gruppen in der linearen Algebra darzustellen.

## Multilineare Algebra
In der multilinearen Algebra entspricht jede Form einer multilinearen Funktion. Die Linien an Formen repräsentieren die Eingänge oder Ausgänge der Funktion. Die Verbindung dieser Ein- und Ausgänge entspricht der Komposition der jeweiligen Funktionen.

## Tensoren
In der Tensoralgebra ist ein bestimmter Tensor als bestimmte Form dargestellt. Linien nach oben und unten abstrahieren obere und untere Indizes der jeweiligen Tensoren. Verbindungen zwischen zwei Formen entspricht der Kontraktion der Indizes. Ein Vorteil dieser Notation ist, dass man nicht neue Buchstaben für neue Indizes erfinden muss. Die Notation ist auch ausdrücklich basisunabhängig.

## Beispiele

Vektor {\displaystyle \xi ^{a}}
Vektor {\displaystyle \eta ^{a}}
Vektor {\displaystyle \zeta ^{a}}
Vektor {\displaystyle \beta _{a}}
Tensor {\displaystyle \lambda _{bcd}^{a}}
Tensor {\displaystyle D_{cd}^{ab}}
Kronecker-Delta {\displaystyle \delta _{b}^{a}}
Hermitesches Skalarprodukt
{\displaystyle \beta _{a}\,\xi ^{a}}{\displaystyle =\langle \xi |\beta \rangle }{\displaystyle =\xi ^{*}\cdot \beta }{\displaystyle =h(\xi ,\beta )}
(siehe auch: Bra-Ket)
Metrischer Tensor {\displaystyle g^{ab}}
Metrischer Tensor {\displaystyle g_{ab}}
Symmetrisierung
Asymmetrisierung
Tensor
(mit)

- Symmetrisierung {\displaystyle Q^{(a_{1}\ldots a_{n})}}
- Asymmetrisierung {\displaystyle E_{[a_{1}\ldots a_{n}]}}
- Tensor {\displaystyle Q_{fg}^{abc}}
- {\displaystyle Q_{fg}^{abc}-2\,Q_{fg}^{bca}}
- {\displaystyle Q_{fg}^{abc}-2\,Q_{gf}^{bca}}
- {\displaystyle \xi ^{a}\,\lambda _{ab[c}^{(d}\,D_{fg]}^{e)b}}
(mit {\displaystyle {}_{{\frac {1}{2!}}\cdot {\frac {1}{3!}}={\frac {1}{12}}}})
Levi-Civita-Symbol (Permutation) {\displaystyle \varepsilon _{a_{1}\ldots a_{n}}}
Fakultät
Determinante

- {\displaystyle \epsilon ^{a_{1}\ldots a_{n}}}
- Fakultät {\displaystyle \varepsilon _{a_{1}\ldots a_{n}}\,\epsilon ^{a_{1}\ldots a_{n}}=n!}
- Determinante {\displaystyle \det \mathbf {T} =\det \left(T_{\ b}^{a}\right)}
- {\displaystyle \det \left(\mathbf {ST} \right)=}{\displaystyle \det \mathbf {S} \,\det \mathbf {T} }
{\displaystyle \mathbf {T} ^{-1}=\left(T_{\ b}^{a}\right)^{-1}}
Spurfunktion
Strukturkonstante
(Inverse der {\displaystyle n\times n}-Matrix {\displaystyle \mathbf {T} })
- Spurfunktion {\displaystyle \operatorname {Spur} \mathbf {T} =T_{\ a}^{a}}
- Strukturkonstante {\displaystyle \gamma _{\alpha \beta }^{\chi }=-\gamma _{\beta \alpha }^{\chi }}
- {\displaystyle \gamma _{[\alpha \beta }^{\xi }\,\gamma _{\chi ]\xi }^{\zeta }=0}
- {\displaystyle \gamma _{[\alpha \beta }^{\xi }\,\gamma _{\chi ]\xi }^{\zeta }}{\displaystyle =\gamma _{\alpha \beta }^{\xi }\,\gamma _{\chi \xi }^{\zeta }}{\displaystyle -\gamma _{\alpha \beta }^{\xi }\,\gamma _{\xi \chi }^{\zeta }}{\displaystyle -\gamma _{\xi \beta }^{\zeta }\,\gamma _{\chi \alpha }^{\xi }}{\displaystyle =0}
Killing-Form {\displaystyle \kappa _{\alpha \beta }}{\displaystyle =\kappa _{\beta \alpha }}{\displaystyle =\gamma _{\alpha \zeta }^{\ \ \xi }\,\gamma _{\beta \xi }^{\ \ \zeta }}
Kovariante Ableitung {\displaystyle 12\nabla _{\mu }\left\{\xi ^{a}\lambda _{ab[c}^{(d}D_{fg]}^{e)b}\right\}}
Riemannscher Krümmungstensor {\displaystyle R_{abc}^{\ \ \ d}}
Ricci-Identität {\displaystyle (\nabla _{a}\,\nabla _{b}-\nabla _{b}\,\nabla _{a})\,\mathbf {\xi } ^{d}}{\displaystyle =R_{abc}^{\ \ \ d}\,\mathbf {\xi } ^{c}}
Ricci-Tensor {\displaystyle R_{ab}=R_{acb}^{\ \ \ c}}
Antisymmetrie des riemannschen Krümmungstensors {\displaystyle R_{abc}^{\ \ \ d}=-R_{bac}^{\ \ \ d}}
Bianchi-Symmetrie {\displaystyle R_{[abc]}^{\ \ \ d}}{\displaystyle =R_{abc}^{\ \ \ d}}{\displaystyle +R_{cab}^{\ \ \ d}}{\displaystyle +R_{bca}^{\ \ \ d}}{\displaystyle =0}
Bianchi-Identität {\displaystyle \nabla _{[a}R_{bc]d}^{\ \ \ e}=0}
{\displaystyle g_{ab}=g_{ba}}
(z. B. {\displaystyle \mathbf {g} ^{T}=\mathbf {g} })
- {\displaystyle g^{ab}=g^{ba}}
- {\displaystyle g_{ab}\,g^{bc}=\delta _{a}^{c}=g^{cb}\,g_{ba}}